# Verrallina philippinensis
Verrallina philippinensis är en tvåvingeart som beskrevs av Mercedes Delfinado 1968. Verrallina philippinensis ingår i släktet Verrallina och familjen stickmyggor.
Artens utbredningsområde är Filippinerna. Inga underarter finns listade i Catalogue of Life.